# كارولين لارسون
كارولين لارسون (بالسويدية: Caroline Larsson) هي مغنية وكاتبة غنائية سويدية، ولدت في 23 سبتمبر 1986 في غوتنبرغ في السويد.